# Área de Wernicke

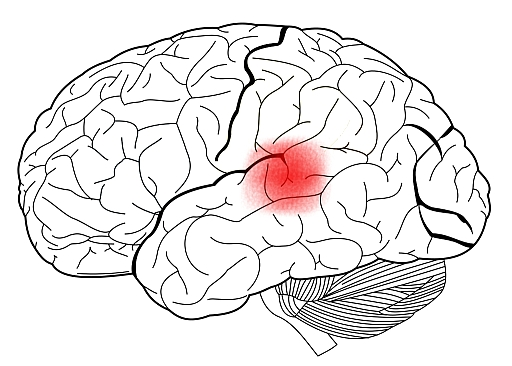
Área de Wernicke

El área de Wernicke es una parte del cerebro humano situada en el lóbulo temporal del hemisferio dominante. Usualmente se considera que corresponde a las áreas 21 y 22 de Brodmann y probablemente se puede incluir también el área auditiva primaria (áreas 41 y 42 de Brodmann). Pertenece a la corteza de asociación, específicamente auditiva, situada en la parte postero-inferior de la corteza auditiva primaria área de Heschl, aunque en ocasiones también se incluye la corteza auditiva primaria. Se ha propuesto además que las regiones alrededor del área central de Wernicke, las áreas 20, 37, 38, 39 y 40 de Brodmann participan en la asociación de las palabras con otros tipos de información (área de Wernicke extendida).
Su papel fundamental radica en la decodificación auditiva de la función lingüística (se relaciona con la comprensión de las palabras), función que se complementa con la del área de Broca que procesa la gramática. La afasia de esta área, que se denomina «afasia de Wernicke», es aquella en la que el paciente no presenta problemas en la articulación de palabras y no hay disfunción motora del habla; sin embargo, este no comprende lo que oye, a diferencia de la afasia de Broca, denominada «no fluente», donde sucede lo contrario, se pierde la habilidad de elaboración de palabras, aunque el paciente sí comprende lo que escucha. Debe su nombre al neurólogo y psiquiatra alemán Karl Wernicke.